# ويليام هنري بارتليت
ويليام هنري بارتليت (بالإنجليزية: William Henry Bartlett)‏ ‏(26 مارس 1809 - 13 سبتمبر 1854) فنان بريطاني، اشتهر برسوماته العديدة المرسومة في النقوش الفولاذية.
ولد بارتليت في كنتيش تاون، لندن عام 1809. تدرب على يد جون بريتون (1771-1857) ، وأصبح أحد أبرز رسامي التضاريس في جيله. سافر في جميع أنحاء بريطانيا ، وفي منتصف وأواخر عقد 1840، سافر إلى البلقان والشرق الأوسط. وقام بأربع زيارات إلى أمريكا الشمالية بين 1836 و1852.
في عام 1835، زار بارتليت الولايات المتحدة لأول مرة لرسم المباني والبلدات والمناظر الطبيعية للولايات الشمالية الشرقية. بعد رحلة إلى الشرق الأوسط، نشر جولات حول مدينة وضواحي القدس عام 1840.

## من أعماله

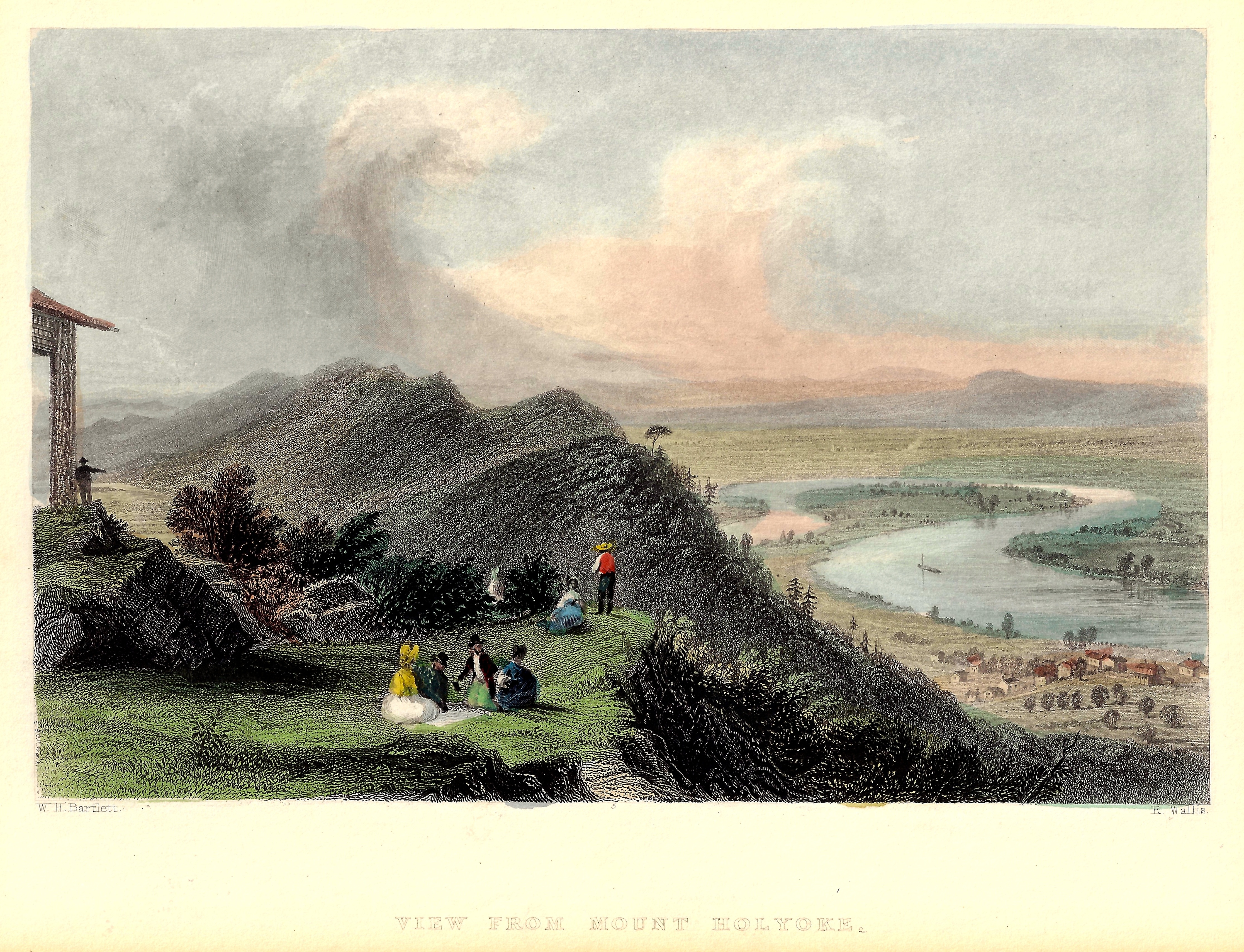
منظر من جبل هوليوك (ماساتشوستس). أوكسبو، نهر كونيتيكت، 1835
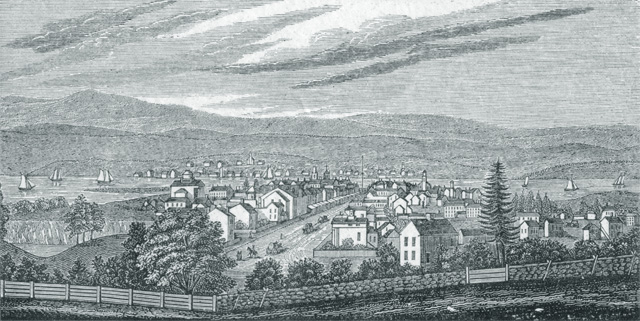
مدينة هدسون، نيويورك، 1837
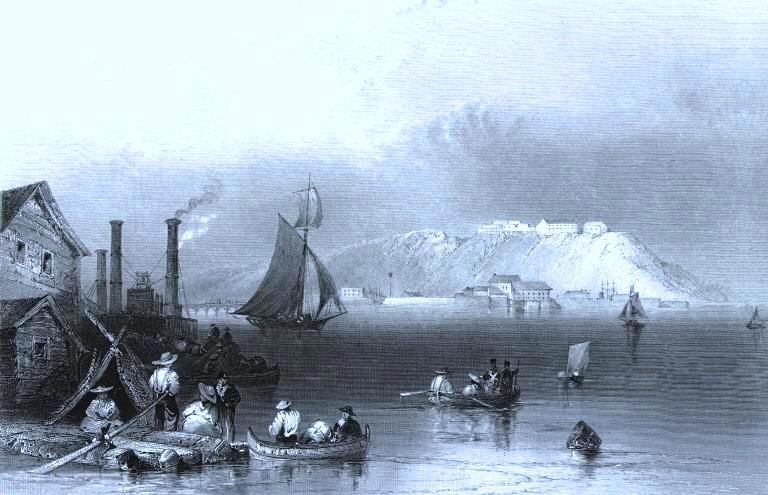
قلعة كينغستون . طباعة بالحبر. 1839-1842.
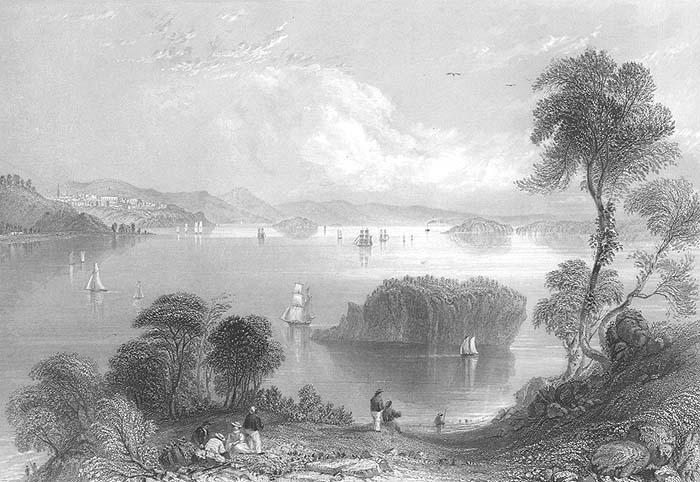
إيستبورت وخليج باساماكودي، 1839
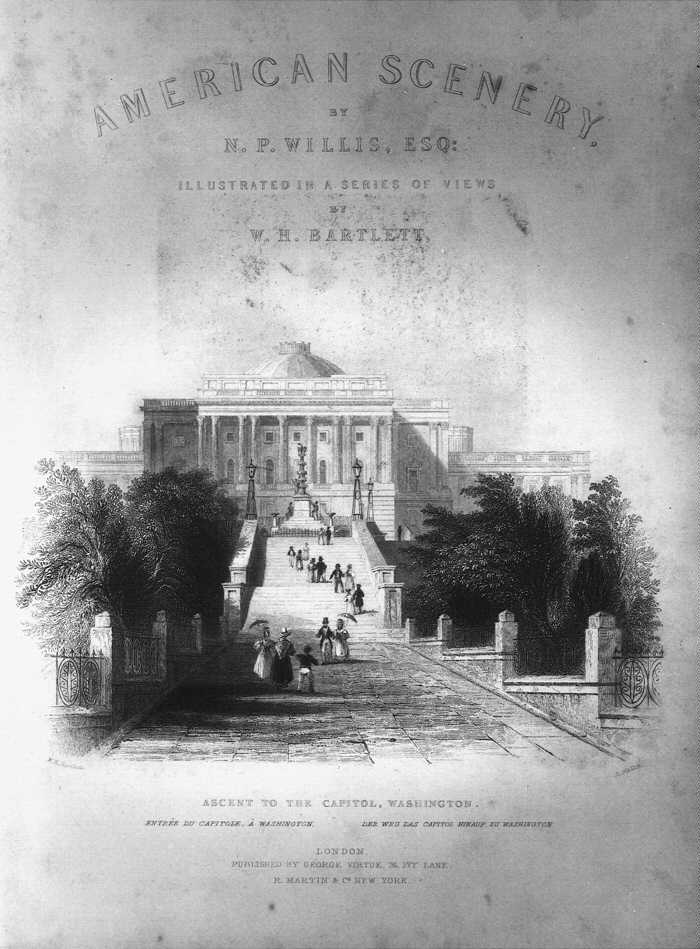
المشهد الأمريكي بواسطة ناثانيال باركر ويليس، 1840
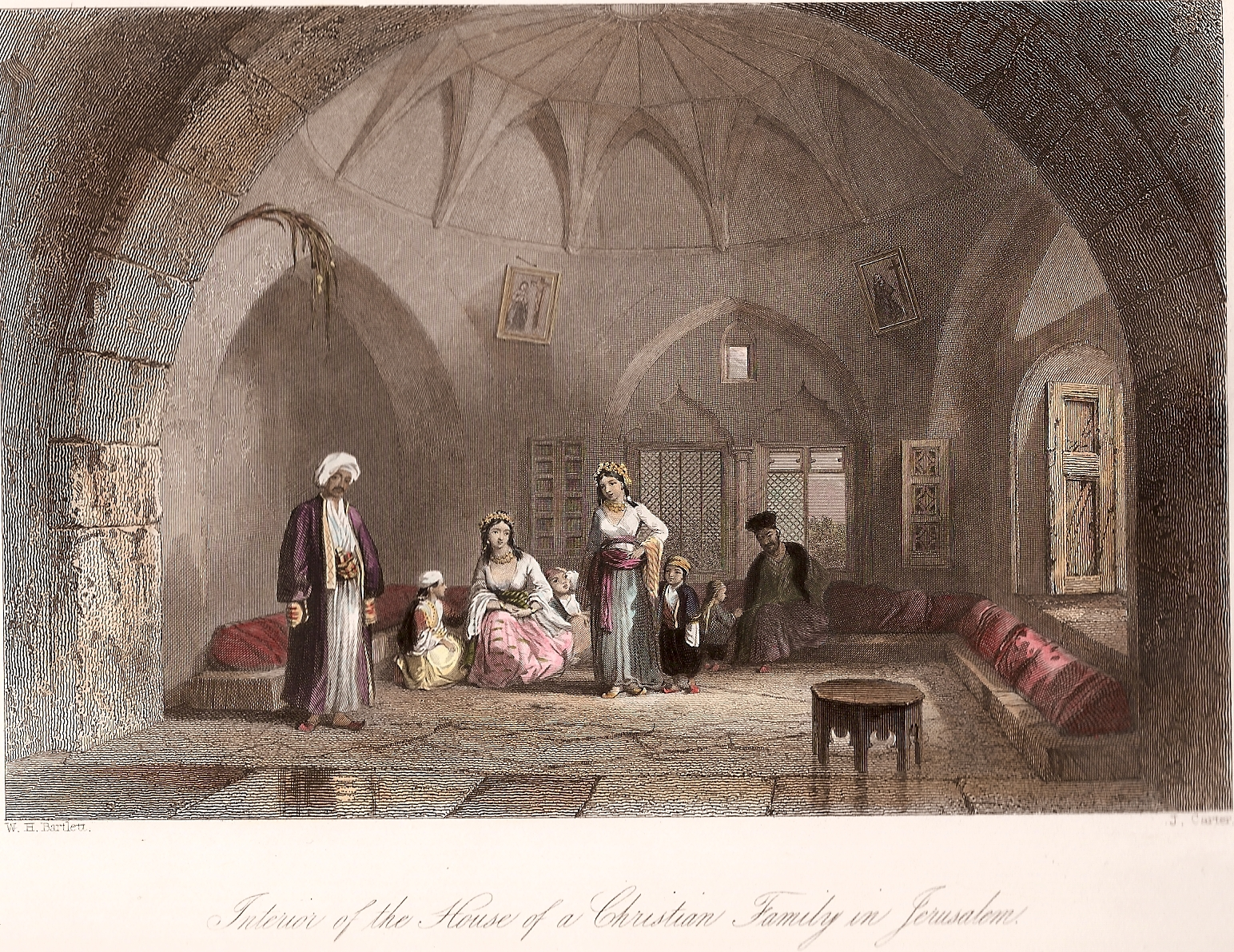
داخل منزل عائلة مسيحية في القدس، حوالي عام 1850
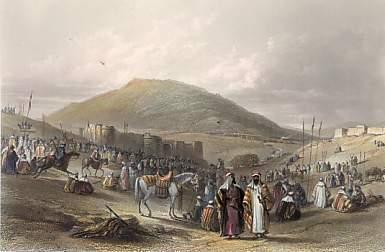
معرض في خان التجار، 1850 م
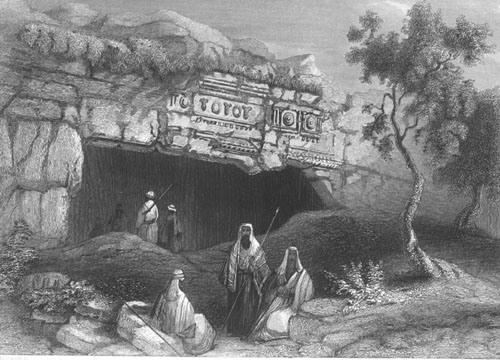
قبور السلاطين (القدس)

## روابط خارجية
- نقوش بارتليت
- مطبوعات بارتليت في مجموعة مكتبة شلالات نياجرا العامة (Ont. )
- مطبوعات William H. Bartlett ، 1837-1842 ، وهي مساعدة في إيجاد مجموعة من مكتبة ولاية نيويورك من نسخ بعض مطبوعات Bartlett.
- بارتليت ، WH في مجموعات رأس المال
- السيرة الذاتية في قاموس السيرة الذاتية الكندية على الإنترنت
- مؤلفات ويليام هنري بارتليت في مشروع غوتنبرغ